# Мішмар-га-Емек
Мішмар-га-Емек (івр. מִשְׁמַר הָעֵמֶק) — кібуц у Північному окрузі Ізраїлю, на південний схід від Йокнеам-Іліта. Адміністративно належить до регіональної ради Мегіддо. Заснований в 1926 році в долині Їзреел. У квітні 1948 року в ході громадянської війни в Палестині став місцем великомасштабних боїв між єврейськими силами і частинами Арабської визвольної армії.

## Історія
21 січня 1922 року євреями-вихідцями з Польщі та Галичини в Палестині було створено групу «Кібуц Га-Шомер га-Цаїр 2». В цей час члени нового руху жили в таборі на місці сучасного хайфського району Неві-Шеанан і працювали на будівництві залізниці. Влітку 1922 року вони перебралися у Нахалал, де брали участь у роботах по осушенню боліт. 1925 року група знову перебазувалася, на цей раз в Афулу, де знову працювала на будовах і прокладання доріг. У Афулі до цієї групи приєдналася ще одна — «Кібуц га-Шомер га-Цаїр 4».
3 листопада 1926 року перші поселенці з об'єднаної групи прибули на місце нового поселення на півдні Їзреельської долини, недалеко від арабської села Абу-Шуша. Новий кібуц, за пропозицією Менахема Усишкіна отримав назву «Мішмар-га-Емек» («Вартові долини»). Він розташовувався далеко від інших єврейських поселень, серед арабських сіл. На перших порах його члени займалися культивацією ґрунтів і висадкою дерев для Єврейського національного фонду (Керен Каемет ле-Ісраель). 1927 року Мішмар-га-Емек разом з кібуцами Маабарот, Ейн-Шемер і Мерхавія сформував новий рух — Га-Кібуц га-Арці.Під час заворушень 1929 року Мішмар-га-Емек був атакований арабами. Напад було відбито, але на вимогу британської влади його жителям довелося залишити свої будинки. Висаджений ними гай був вирубаний, а тимчасові житла розграбовані. У 1930 році загін піонерів повернувся на колишнє місце, а з ним й інші члени групи. Почалося будівництво постійних будинків (насамперед дитячого інтернату і водонапірної вежі) і розвиток сільськогосподарської структури. У наступному році в Мішмар-га-Емеку відкрилася центральна школа руху Га-Кібуц га-Арці.
В ході міжетнічного конфлікту в Палестині Мішмар-га-Емек неодноразово піддавався нападам, як під час арабського повстання 1936—1939 років, так і пізніше. Євреї, зі свого боку, організували в кібуці навчальний табір «Пальмаха». 4 квітня 1948 року Мішмар-га-Емек був атакований великими силами Арабської визвольної армії при підтримці артилерії. Командувач АВА Фавзі аль-Кавукджі кинув на захоплення маленького кібуцу понад тисячу солдатів. Була організована евакуація дітей і жінок, а захисники кібуцу, яких було вп'ятеро менше, ніж нападників, отримали підкріплення. До 12 квітня єврейські частини під командуванням Іцхака Саді змусили арабську армію відступити, що призвело до втечі жителів навколишніх арабських сіл. Остання атака Кавукджи на Мішмар-га-Емек привела його частини в котел, з якого їм ледве вдалося вирватися. Після цього АВА фактично пішла з Галілеї. Ще раз військові дії торкнулися Мішмар-га-Емека в грудні, коли частина жителів загинула в результаті бомбардування іракських ВВС.
Після війни, в 1950 році, у кібуці відкрилася фабрика «ТАМА» («Таасійот Мішмар-га-Емек»), що виготовляє вироби із пластику. З часом вона перетворилася на головного роботодавця і основу господарства Мішмар-га-Емека. Деякі з членів кібуцу займали центральні державні посади, вихідцями з Мишмар-га-Емеку були декілька членів кнесету і міністр Мордехай Бентов. Серед уродженців кібуцу також відомі діячі ізраїльської культури і мистецтва.

## Географія
Кібуц Мішмар-га-Емек розташований у Нижній Галілеї, на відрогах гори Кармель між Йокнеам-Ілітом та Мегіддо, вище Їзреельської долини. Адміністративно належить до регіональної ради Мегіддо Північного округу Ізраїлю. Поруч з територією кібуцу проходить шосе 66, що йде з Йокнеама до Маале-Ірон. Автобусне сполучення з кібуцом здійснюють компанії «Кавім» та «Омні Експрес», що зв'язують його з Хайфою, Афулою, Біньяміною-Гіват-Ада та Умм-ель-Фахмом.

## Населення
За даними Центрального статистичного бюро Ізраїлю, населення на 2016 рік становить 1216 осіб.
Більш докладні дані існують на 2008 рік, коли була проведена останній перепис населення Ізраїлю. За цими даними 94,4 % населення Мішмар-га-Емека становили євреї, переважно уродженці Ізраїлю. 22 % жителів були молодше 18 років, а 14 % — у віці 65 років і старше (середній вік становив 30 років). В цілому з 1972 року спостерігалося помітне збільшення частки пенсіонерів у населенні кібуцу (з 7,4 % до 19,8 %) та зниження кількості дітей в середньостатистичній родині (з 2,5 до 1,7).
27 % жителів кібуцу в 2008 році мали вищу освіту, близько 31 % — закінчену середню освіту. Рівень безробіття становив 3 %. Жителі головним чином працювали в самому кібуці. Лише 10 % від загального числа працевлаштований жителів Мішмар-га-Емека працювали за його межами. Більше 40 % були зайняті в промисловості і менш як 12 % у сільському господарстві.

## Господарство
Основним роботодавцем в кібуці є фабрика «ТАМА», що займається випуском пластикових виробів. На фабриці, крім жителів Мішмар-га-Емека, зайняті також члени кібуцу Гілад. Фірма «ТАМА», починаючи з 1999 року, вважається одним з найприбутковіших підприємств кібуцного руху. Серед галузей сільського господарства в кібуці розвинені молочне тваринництво, птахівництво, діють фруктові плантації. Крім традиційних галузей працевлаштування в кібуці також розміщується хай-теківське підприємство «Ідея Маарахот Мейду» («Інформаційні системи Ідея»), що випускає програмне забезпечення для збереження, обробки та публікації старовинних документів.